# Становое (разъезд, Сидоровское муниципальное образование)
Становое — разъезд в Грязовецком районе Вологодской области.
Входит в состав Сидоровского муниципального образования (с 1 января 2006 года по 9 апреля 2009 года входил в Лежское муниципальное образование), с точки зрения административно-территориального деления — в Лежский сельсовет.
Расстояние до районного центра Грязовца по автодороге — 44 км, до центра муниципального образования Сидорово по прямой — 31 км. Ближайшие населённые пункты — Маклаково, Становое, Глубокое.
По переписи 2002 года население — 22 человека (6 мужчин, 16 женщин). Всё население — русские.